# Mount Adams
För andra betydelser, se Mount Adams (olika betydelser).
Mount Adams är en potentiellt aktiv stratovulkan i Kaskadbergen som ligger cirka 50 kilometer öster om Mount Saint Helens. Vulkanen är det näst högsta berget i den amerikanska delstaten Washington. Adams är en del av Cascade Volcanic Arc och är en av de största vulkanerna i bågen. Mount Adams Nationalpark omfattar den övre och den västra delen av vulkankäglan. Den östra delen av berget är en del av Yakama.
Mount Adams asymmetriska och breda vulkankägla reser sig 2,4 km över det omgivande landskapet. Vulkanens nästan platta topp skapades genom att det fanns flera olika öppningar för lavan att ta sig ut på istället för bara en. Flygplansresenärer som flyger över området blandar ofta ihop Mount Adams med det närbelägna berget Mount Rainier vilken också har en platt topp.
Pacific Crest Trail passerar berget på dess västra sida.